# Latgawa
Els latgawa són un grup d'amerindis dels Estats Units que vivia a la vall de Rogue a l'interior del sud-oest d'Oregon. En la seva pròpia llengua "latgawa" vol dir "els que viuen a les terres altes," tot i que també se'ls coneix com a walumskni pels veïns klamaths. Són força emparentats amb els takelma (dagelma) ("(aquells) al llarg del riu"), que també es coneix com a takelmes de les terres baixes o takelmes del riu. Els Latgawa seran anomenats aleshores takelmes de les terres altes.

## Història
Els latgawa se situaven a la part superior de la vall del riu Rogue cap a l'est a l'antiga reserva índia de Table Rock i Bear Creek i al barri de Jacksonville (Oregon). Juntament amb altres tribus al llarg del riu Rogue, que es van agrupar en la tribu riu Rogue, però després de les guerres Rogue River en 1856 les bandes del riu Rogue foren traslladades a la força i es van dividir entre la Reserva Siletz i la reserva Grande Ronde, molt al nord de les terres tradicionals de la tribu. Alguns dels membres de les tribus originals mai van ser capturats i es van veure obligats a vagar.
En l'era de les guerres del riu Rogue, els indis de la vall del Rogue van morir o van ser capturats, mentre que molts dels latgawa escaparen i van sobreviure amb l'ajuda de tribus com els klamaths, blackfoot, nez percés i suquamish, i del cap Seattle i altres.

## Avui
Els latgawa juntament amb els membres de 26 bandes i tribus més viuen a les àrees Greater Bear Creek i Rogue Valley del sud d'Oregon, sovint són coneguts col·lectivament com a Indis Rogue, i foren instal·lats per la força a les reserves Siletz i Grand Ronde. Els latgawa són un dels dos pobles que parlen takelma: els takelma al costat est de les muntanyes Klamath i de la Costa al centre del riu Rogue prop de Grants Pass (Oregon); i els latgawa a l'àrea de l'alt riu Rogue River al voltant d'Applegate, Jacksonville, Talent, Medford, Eagle Point, Butte Falls, Shady Cove, Trail, i que s'estén més enllà de Prospect i Union fins Crater Lake. Latgawa vol dir "els que viuen a les terres altes." Els latgawa mai foren "terminats" i per això no els cal tornar a ser reconeguts novement per la Bureau of Indian Affairs. Tanmateix, en 2014 els latgawa no figuren al registre federal de tribus reconegudes oficialment.